# Azurové okno
Azurové okno (maltsky it-Tieqa Żerqa) byla vápencová skalní brána na ostrově Gozo na Maltě. Nacházela se v zátoce Dwejra na hranicích vesnice San Lawrenz, poblíž laguny Inland Sea a ostrůvku Fungus Rock. Jednalo se o významnou maltskou turistickou atrakci. Brána společně s okolní přírodou v oblasti Dwejra se objevila v několika mezinárodních filmech a v dalších mediálních prezentacích.
Přírodní útvar byl ukotven na východním konci na pobřežním útesu, vyklenut přes otevřenou vodu a ukotven k volně stojícímu pilíři v moři na západě útesu. Útvar byl v této podobě vytvořen zhroucením dvou mořských vápencových jeskyní.
Následující roky působila přirozená eroze pády částí klenby do moře. Během bouře 8. března 2017 se oblouk i volně stojící pilíř kompletně zhroutily do moře.

## Historie
Azurové okno vzniklo díky mořské a dešťové erozi útesové stěny v období asi 500 let. Oblouk byl jednou z hlavních maltských turistických atrakcí a byl populární jako pozadí na fotografiích. Byl zařazen do seznamu soustavy evropských chráněných území Natura2000 jako zvláštní oblast ochrany (kategorie Evropsky významné lokality, EVL) a v roce 1998 byl zařazen do maltského předběžného seznamu Světového dědictví UNESCO spolu se zbytkem zálivu Dwejra.
Mezi lety 1980 a 2000 se část horní desky oblouku zřítila a ten se významně rozšířil. Velká skalní deska se na vnějším okraji dutiny zhroutila v dubnu 2012, což dále zvětšilo velikost okna. Další pád skály nastal v březnu 2013. Geologická a geotechnická zpráva byla vypracována o čtyři měsíce později a ta uvedla, že oblouk je „relativně stabilní a i nadále vytrvá po řadu let“ s varováním, že skalní řícení bude pokračovat a mohlo by být nebezpečné pro blízko se pohybující návštěvníky.
V následujících letech byly hlášeny další skalní pády a trhliny. Rybáři se vyhýbali projíždění v blízkosti oblouku a byly zde umístěny varovné značky pro odrazení návštěvníků od procházek na vrchol. I přes tato varování mnoho lidí chodívalo na vrchol oblouku a na YouTube byla nahrávána videa lidí, skákajících z oblouku, zatímco z něj padaly kameny.
V prosinci 2016 byl vydán naléhavý příkaz o zákazu vstupu na vrchol oblouku s pokutou až 1500 eur. Tento zákon nebyl nicméně uplatňován a návštěvníci se stále procházeli po oblouku ještě ve dnech před zhroucením v březnu 2017.

### Zhroucení

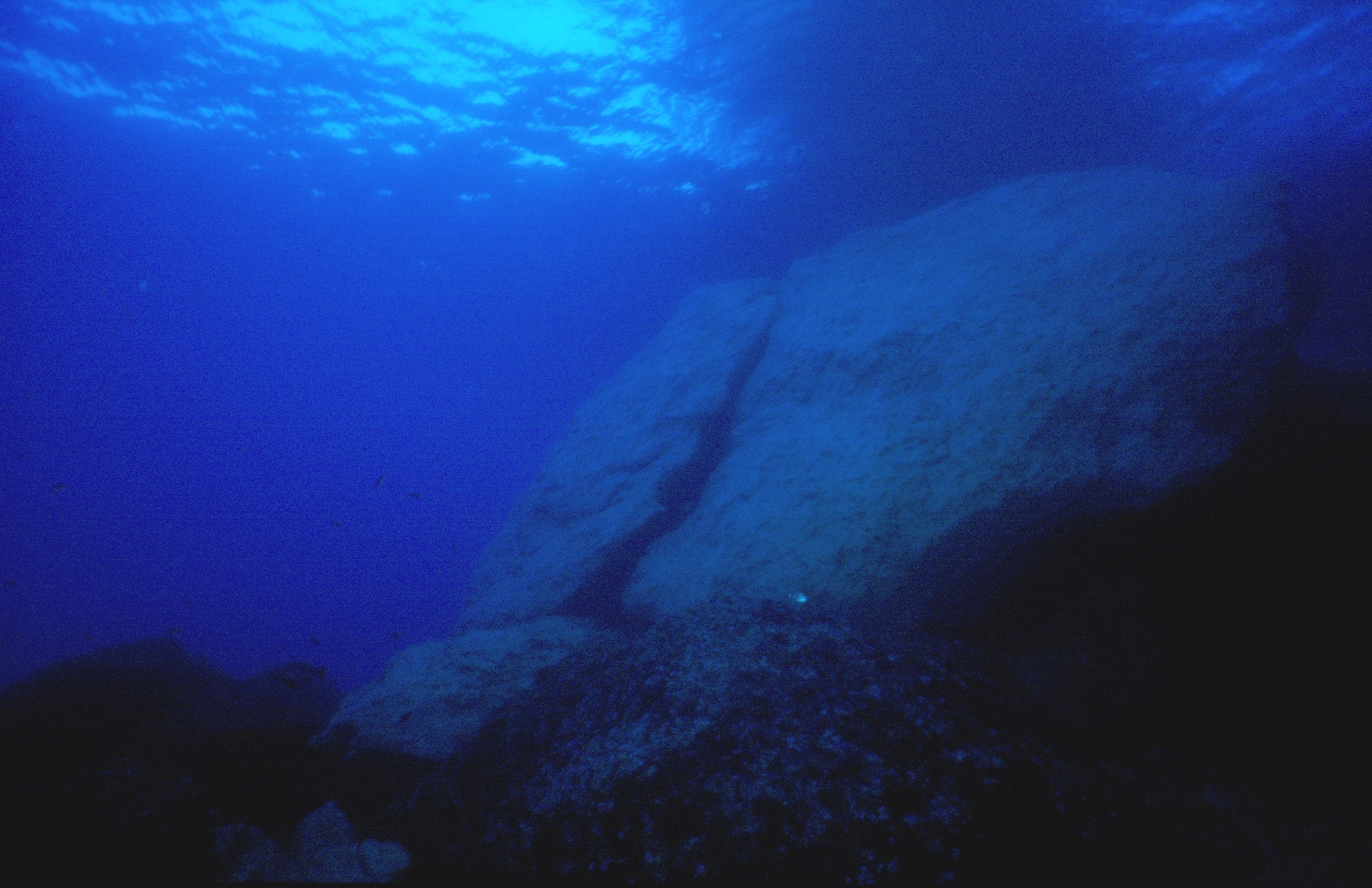
Část oblouku, který spadl v roce 2012

Celá skalní brána včetně pilíře se zhroutila okolo 9:40 SEČ, 8. března 2017 po období silných bouřek. Nad vodní hladinou nezůstalo nic viditelného.
Zhroucení bylo popsáno v místních i mezinárodních médiích. Premiér Joseph Muscat i vůdce opozice Simon Busuttil napsali na Twitter o kolapsu Azurového okna. Toto se stalo také předmětem mnoha internetových memů na maltských sociálních médiích. Úřad pro životní prostředí a zdroje nazval zhroucení významnou ztrátou maltského přírodního dědictví.

## Geologie
Azurové okno bylo skalní bránou s výškou okolo 28 metrů a přemostěním o šířce okolo 25 metrů. Nacházelo se na špičce výběžku známého jako Dwejra Point. Oblouk se skládal ze dvou typů spodních korálových vápenců známých jako Member A a Member B. Member A tvořil pilíř brány a základnu, member B tvořil horní vrstvu včetně většiny z nezajištěného oblouku.
Brána byla umístěna poblíž Inland Sea, velkého kruhového závrtu dosahujícího malého oblouku, který se vytvořil podél spáry ve skalách. Fungus Rock, ostrůvek vytvořený dřívějším zhroucením skalní brány a nakupením kamenů, se nachází poblíž. Další skalní brána, Wied il-Mielaħ Window, je situována přibližně 3,7 km severovýchodně od Dwejra.

## Mediální prezentace
Azurové okno bylo zobrazeno v množství filmů včetně Souboj Titánů (1981) a Hrabě Monte Cristo (2002). Je k vidění v televizní miniseriálu The Odyssey (1997). Bylo také použito jako filmová lokalita pro scénu dothracké svatby v první řadě televizního seriálu HBO Hra o trůny. Natáčení seriálu Hry o trůny vyústilo v kontroverzi, že byl chráněný ekosystém poškozený subdodavatelem. Cliff diver David Colturi vystupuje v reklamě Hugo Boss z roku 2017 natočené u Azurového okna a u Wied il-Mielaħ.